# Zosteria eastwoodi
Zosteria eastwoodi är en tvåvingeart som beskrevs av Daniels 1987. Zosteria eastwoodi ingår i släktet Zosteria och familjen rovflugor. Inga underarter finns listade i Catalogue of Life.